# Bouttencourt
Bouttencourt és un municipi francès, situat al departament del Somme i a la regió dels Alts de França. L'any 1999 tenia 1.015 habitants.

## Situació

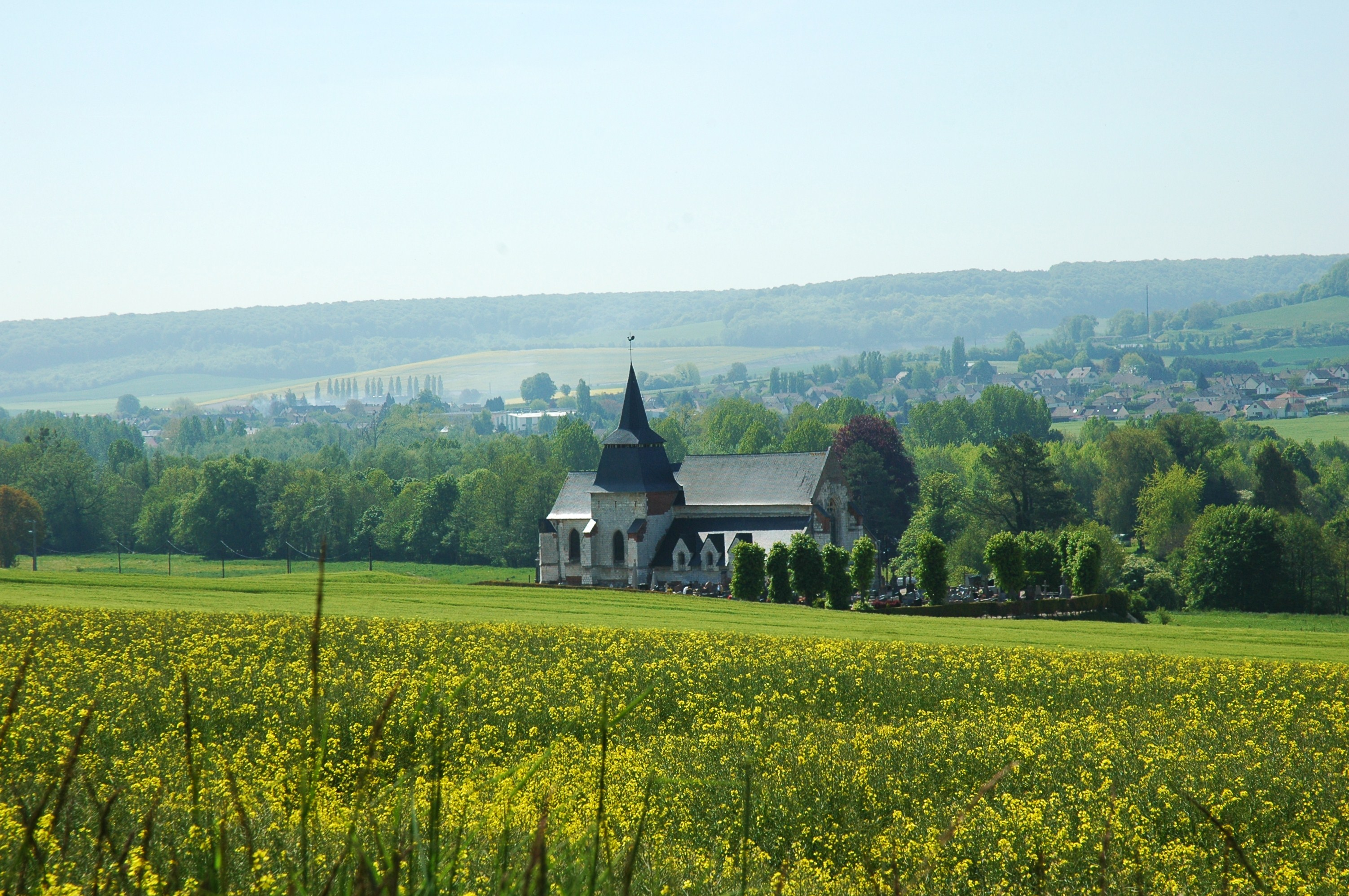
església

Bouttencourt es troba a l'oest del Somme, a pocs quilòmetres del Sena Marítim.

## Administració
Bouttencourt forma part del cantó de Gamaches, que al seu torn forma part del districte d'Abbeville. L'alcalde de la ciutat és André Bayart (2008-2014).